# Canton de Montluçon-4
Le canton de Montluçon-4 est une circonscription électorale française du département de l'Allier, créée par le décret du 27 février 2014 et entrant en vigueur lors des élections départementales de 2015.

## Histoire
Un nouveau découpage territorial de l'Allier entre en vigueur en mars 2015, défini par le décret du 27 février 2014, en application des lois du 17 mai 2013 (loi organique 2013-402 et loi 2013-403). Les conseillers départementaux sont, à compter de ces élections, élus au scrutin majoritaire binominal mixte. Les électeurs de chaque canton élisent au Conseil départemental, nouvelle appellation du Conseil général, deux membres de sexe différent, qui se présentent en binôme de candidats. Les conseillers départementaux sont élus pour six ans au scrutin binominal majoritaire à deux tours, l'accès au second tour nécessitant 12,5 % des inscrits au premier tour. En outre la totalité des conseillers départementaux est renouvelée. Ce nouveau mode de scrutin nécessite un redécoupage des cantons dont le nombre est divisé par deux avec arrondi à l'unité impaire supérieure si ce nombre n'est pas entier impair, assorti de conditions de seuils minimaux. Dans l'Allier, le nombre de cantons passe ainsi de 42 à 21. Le canton de Montluçon-4 fait partie des neuf nouveaux cantons du département, les dix autres cantons portant la dénomination d'un ancien canton, mais avec des limites territoriales différentes.

## Représentation
| Période élective | Période élective | Mandat | Mandat   | Identité        | Nuance | Nuance | Qualité |
| ---------------- | ---------------- | ------ | -------- | --------------- | ------ | ------ | --- |
| 2015             | 2021             | 2015   | 2021     | Bernard Pozzoli |        | PS     | Cadre dans le privé Maire de Prémilhat                                                                      |
| 2015             | 2021             | 2015   | 2021     | Juliette Werth  |        | PS     | Cadre dans l'industrie Conseillère municipale de Montluçon                                                  |
| 2021             | 2028             | 2021   | en cours | Bernard Pozzoli |        | PS     | Cadre dans le privé Maire de Prémilhat Vice-président de la communauté d'agglomération Montluçon Communauté |
| 2021             | 2028             | 2021   | en cours | Juliette Werth  |        | PS     | Cadre dans l'industrie Conseillère municipale de Montluçon                                                  |

### Résultats détaillés

#### Élections de mars 2015
À l'issue du premier tour des élections départementales de 2015, deux binômes sont en ballottage : Bernard Pozzoli et Juliette Werth (PS, 39,35 %) et Jean-Michel Aussourd et Joële Gerinier (UMP, 27,65 %). Le taux de participation est de 48,67 % (5 377 votants sur 11 047 inscrits) contre 53,8 % au niveau départemental et 50,17 % au niveau national.
Au second tour, Bernard Pozzoli et Juliette Werth (PS) sont élus avec 59,85 % des suffrages exprimés et un taux de participation de 48,13 % (2 889 voix pour 5 317 votants et 11 047 inscrits).

#### Élections de juin 2021
Le premier tour des élections départementales de 2021 est marqué par un très faible taux de participation (33,26 % au niveau national). Dans le canton de Montluçon-4, ce taux de participation est de 32,82 % (3 271 votants sur 9 966 inscrits) contre 36,56 % au niveau départemental. À l'issue de ce premier tour, deux binômes sont en ballottage : Bernard Pozzoli et Juliette Werth (PS, 52,29 %) et Emilie Emery-Provost et Romain Lefebvre (LR, 40,8 %).
Le second tour des élections est marqué une nouvelle fois par une abstention massive équivalente au premier tour. Les taux de participation sont de 34,3 % au niveau national, 37,8 % dans le département et 36,07 % dans le canton de Montluçon-4. Bernard Pozzoli et Juliette Werth (PS) sont élus avec 56,87 % des suffrages exprimés (1 937 voix pour 3 593 votants et 9 962 inscrits),,.

## Composition
| Nom                               | Code Insee | Intercommunalité        | Superficie (km2) | Population (dernière pop. légale)               | Densité (hab./km2) | Modifier                                    |
| --------------------------------- | ---------- | ----------------------- | ---------------- | ----------------------------------------------- | ------------------ | ------------------------------------------- |
| Montluçon (bureau centralisateur) | 03185      | CA Montluçon Communauté | 20,67            | Fraction : 9 223 (2022) Commune : 33 317 (2022) | 1 612              | modifier les données · modifier les données |
| Lamaids                           | 03136      | CA Montluçon Communauté | 8,02             | 206 (2022)                                      | 26                 | modifier les données · modifier les données |
| Lavault-Sainte-Anne               | 03140      | CA Montluçon Communauté | 9,08             | 1 138 (2022)                                    | 125                | modifier les données · modifier les données |
| Lignerolles                       | 03145      | CA Montluçon Communauté | 11,81            | 758 (2022)                                      | 64                 | modifier les données · modifier les données |
| Prémilhat                         | 03211      | CA Montluçon Communauté | 21,12            | 2 513 (2022)                                    | 119                | modifier les données · modifier les données |
| Quinssaines                       | 03212      | CA Montluçon Communauté | 25,37            | 1 539 (2022)                                    | 61                 | modifier les données · modifier les données |
| Teillet-Argenty                   | 03279      | CA Montluçon Communauté | 21,99            | 553 (2022)                                      | 25                 | modifier les données · modifier les données |
| Canton de Montluçon-4             | 0312       |                         |                  | 15 930 (2022)                                   |                    | modifier les données                        |

Le canton de Montluçon-4 est composé de :
1. six communes entières,
2. la partie de la commune de Montluçon non incluse dans les cantons de Montluçon-1, de Montluçon-2 et de Montluçon-3.

## Démographie
En 2022, le canton comptait 15 930 habitants, en évolution de −3,45 % par rapport à 2016 (Allier : −1,38 %, France hors Mayotte : +2,11 %).
| 2013   | 2018   | 2022   |
| ------ | ------ | ------ |
| 16 434 | 16 294 | 15 930 |